# Hrvatski akademski šahovski klub Mladost
Hrvatski akademski šahovski klub Mladost, šahovski klub iz Zagreba.
Član društva Hrvatski akademski športski klubovi Mladost.
Muška ekipa bila je prvak Jugoslavije 1957., 1958., 1982., osvajač Kupa Jugoslavije 1964., 1971., 1974., 1978., 1981. i 1983. godine. Prvak Hrvatske 1948., 1962., 1993. i 1994. godine. Osvajač kupa 1992. 1994. 2007. 2010. 2011. 2012. i 2013.
Ženska ekipa osvojila je Kup Jugoslavije 1991. godine, a Kup Hrvatske 1959., 1963., 1964., 1969., 1974., 1981., 1983., 1986., 1989., 1991., 1992. i 1994. godine.
Juniorska ekipa bila je prvak Hrvatske 1993., 1994., 1996., 1997. 2000. 2008. 2009. 2012. i 2013. godine.
Kadetska ekipa bila je prvak Hrvatske 1972., 1973. i 1997. godine.

## Poznati igrači
- Vladimir Bukal
- Krunoslav Hulak
- Georg Mohr
- Milan Mrđa
- Juraj Nikolac
- Zdenko Kožul
- Vlasta Maček
- Hrvoje Messing[2]
- Leon Livaić

## Vanjske poveznice
- Službene stranice  Arhivirana inačica izvorne stranice od 24. kolovoza 2019. (Wayback Machine)